# 레지나 스펙터

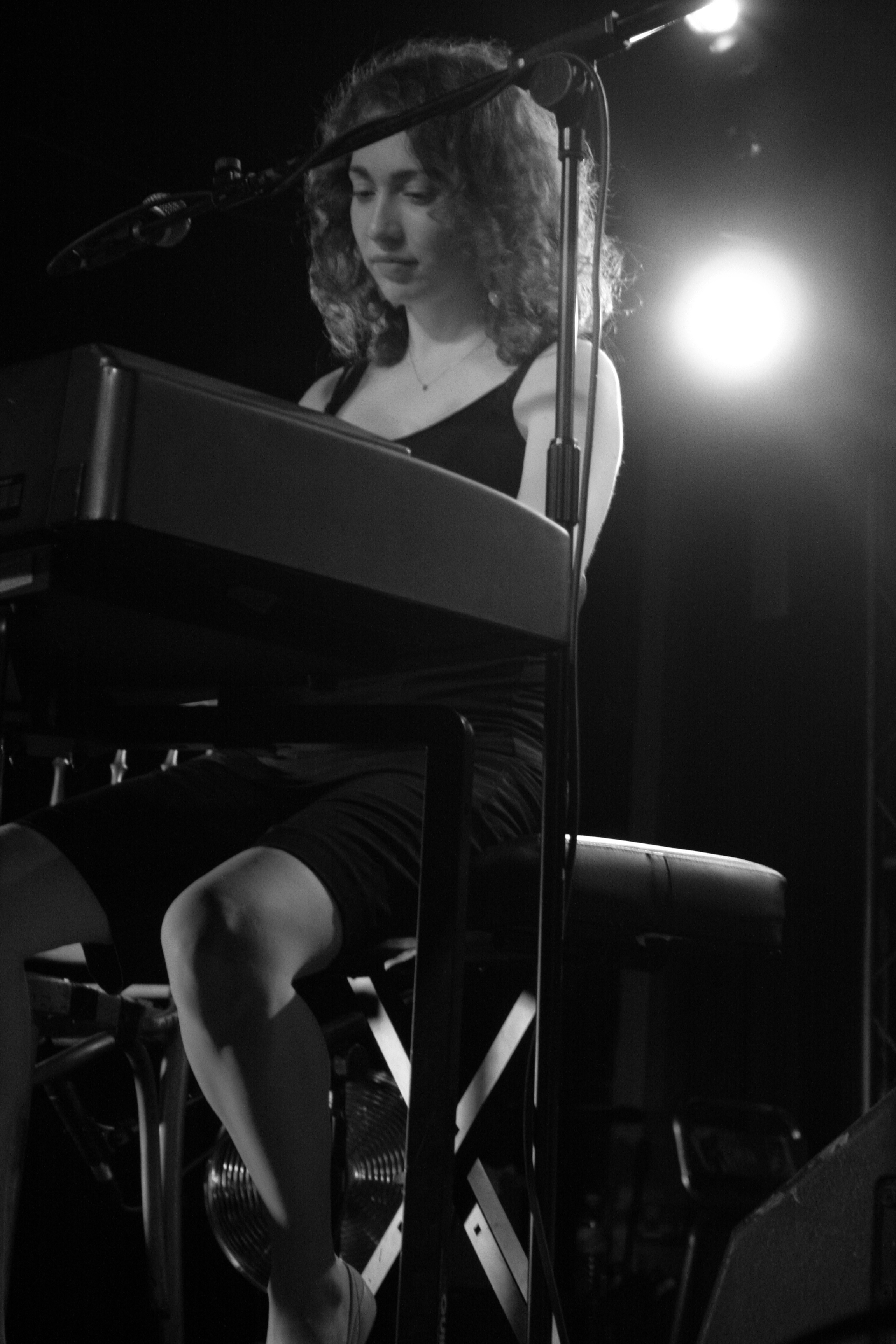
Regina Spektor (2006)

레기나 스펙토르(러시아어: Реги́нa Спе́ктор, 1980년 2월 18일 ~ )는 러시아의 싱어송라이터, 피아니스트이다. 소련에서 태어나 6살 때부터 클래식 피아노를 배웠다. 9살 무렵 레지나의 가족은 미국으로 이주했고, 미국에서도 클래식 피아노를 계속해서 배우며 자작곡도 써나갔다.
세 개의 자작 앨범으로 레지나는 뉴욕 인디 음악계에서 큰 인기를 얻었다. 2004년 사이어 레코드 계약해 대중적으로도 이름을 알리기 시작했다. 2006년 네번째 정규 앨범 Begin to Hope를 발매했고, 앨범은 골드 판매 인증을 받았다. 이후 발매된 두 앨범 Far 와 What We Saw from the Cheap Seats는 빌보드 200에서 3위로 데뷔했다.

## 음반 목록

### 정규 앨범
- 11:11 (2001)
- Songs (2002)
- Soviet Kitsch  (2004)
- Begin to Hope (2006)
- Far (2009)
- What We Saw from the Cheap Seats (2012)
- Remember Us to Life (2016)
- Home, Before and After (2022)